# Kei Okawa
Kei Okawa (jap. 大川 圭為, Okawa Kei; * 27. März 1998) ist ein japanischer Fußballspieler.

## Karriere
Kei Okawa erlernte das Fußballspielen in der Jugendmannschaft der Urawa Red Diamonds sowie in der Universitätsmannschaft der Universität Tsukuba. Seinen ersten Vertrag unterschrieb er 2020 bei Albirex Niigata (Singapur). Der Verein ist ein Ableger des japanischen Zweitligisten Albirex Niigata und spielt in der höchsten singapurischen Fußballliga, der Singapore Premier League. 2020 wurde er mit Albirex singapurischer Meister. Für Niigata absolvierte er 20 Erstligaspiele.
Seit dem 1. Januar 2021 ist er vertrags- und vereinslos.

## Erfolge
Albirex Niigata (Singapur)
Singapore Premier League: 2020